# Jordi Querobosc
Jordi Querobosc (en llatí Georgius Choeroboscus, en grec Γεώργιος Χοιροβοσκός) fou un escriptor i gramàtic grec romà d'Orient que va viure vers el final del segle vi.
Va escriure diverses obres gramaticals i retòriques, entre elles de Figuris poeticis, oratoriis, et theologicis (περὶ τρόπου τῶν κατὰ ποιητικὴν καὶ θεολογικὴν Χρῆσιν), que es va imprimir amb versió llatina el 1615. Altres obres seves es troben manuscrites, sobretot a la Biblioteca Vaticana, i tracten de diverses qüestions gramaticals. Mereix especial atenció un tractat seu sobre l'accentuació en llengua grega.
Es conserven diversos tractats de teologia que se li atribueixen, però Querobosc s'acostuma a citar també amb el nom de Jordi Gramàtic i Jordi Diaca (va ser sacerdot), però potser se'l confon amb altres gramàtics i teòlegs que portaven aquestos noms.